# Phlegmariurus polycarpos
Phlegmariurus polycarpos är en lummerväxtart som först beskrevs av Kze., och fick sitt nu gällande namn av B. Øllg. Phlegmariurus polycarpos ingår i släktet Phlegmariurus och familjen lummerväxter. Inga underarter finns listade i Catalogue of Life.